# The Prodigal Daughter (film 1916 Holubar)
The Prodigal Daughter è un cortometraggio muto del 1916 diretto da Allen J. Holubar (Allen Holubar)

## Produzione
Il film fu prodotto dalla Rex Motion Picture Company.

## Distribuzione
Distribuito dall'Universal Film Manufacturing Company, il film - un cortometraggio in una bobina - uscì nelle sale cinematografiche statunitensi il 31 dicembre 1916.